# Villar de Cañas
Villar de Cañas község Spanyolországban, Cuenca tartományban.  Lakosainak száma 368 fő (2024).

## Népesség
A település népessége az utóbbi években az alábbiak szerint változott:
| Lakosok száma | 436  | 457  | 505  | 442  | 446  | 476  | 426  | 374  | 386  | 368  |
|               | 2001 | 2004 | 2006 | 2009 | 2011 | 2014 | 2016 | 2019 | 2021 | 2024 |